# Міст Китайсько-Непальської Дружби
Міст Китайсько-Непальської Дружби (спрощ.: 中尼友谊桥; піньїнь: Zhōng-Ní Yǒuyì Qiáo) — міст через річку Санкоші, що з'єднує Кодарі в районі Сіндхулпалчок, Непал і Чжанму, Китай.

## Опис
Відкритий у 1964 році, міст був єдиним офіційним пунктом пропуску між двома державами до 2010-х років. Залежно від джерела його висота становить 1760 м, 1800 м або 2100 м над рівнем моря.
Залізобетонний арочний міст із попередньо напруженою бетонною балкою настилу на вершині мав ширину близько 8 м і довжину 45 м.

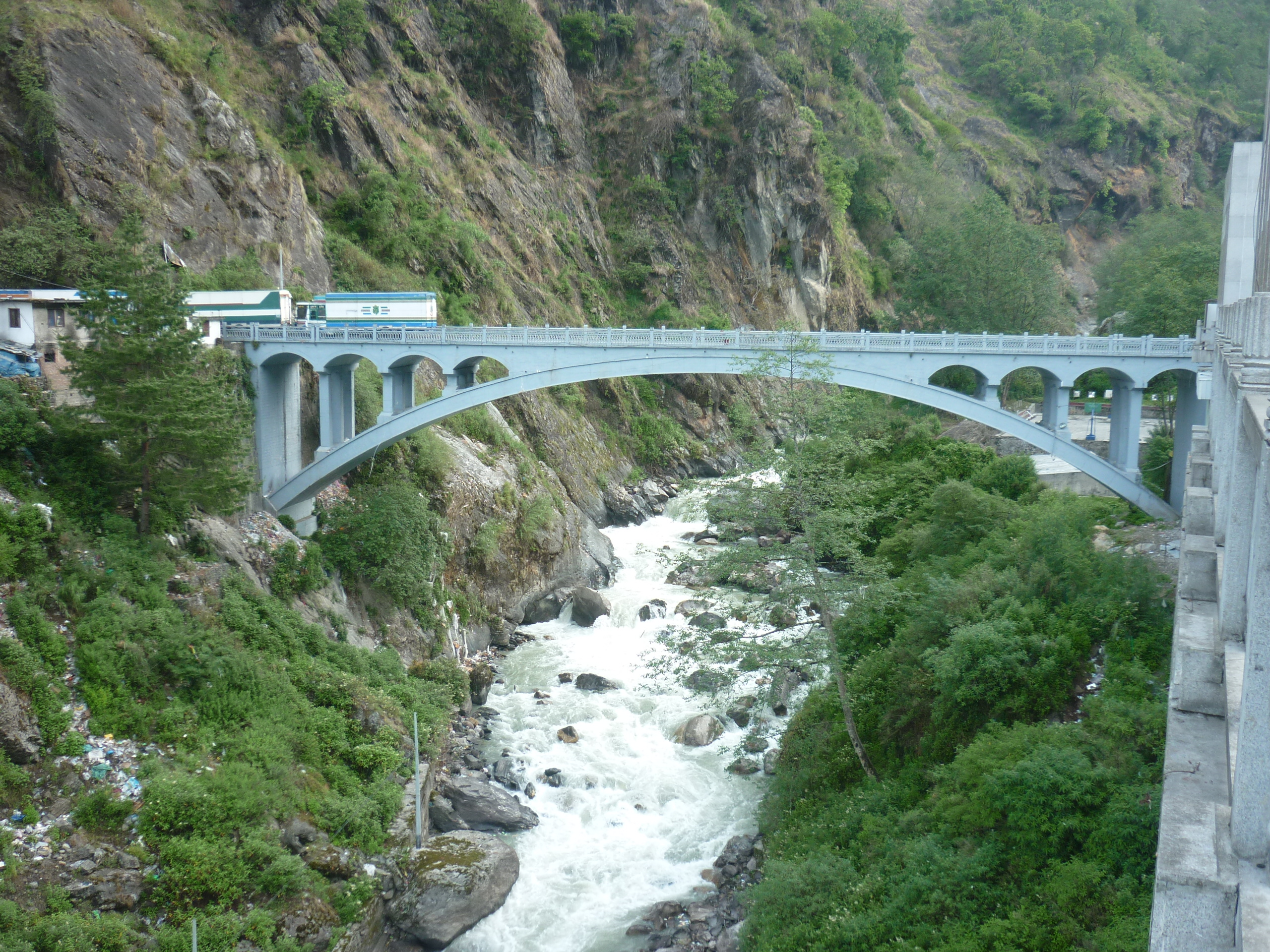
Старий міст дружби, що з'єднує Китай з Непалом до його знесення

Він був сильно пошкоджений під час землетрусу 25 квітня 2015 року, тому його довелося знести. Землетруси 2015 року закрили шлях і перетворили прикордонні торгові міста на села-привиди. У 2016 році на трасі був ремонт, але торгівля так і не відновилася. Спочатку його замінили тимчасовим мостом. Потім китайські компанії побудували новий залізобетонний балковий міст довжиною 110 метрів і значно ширшим, який був відкритий у червні 2019 року.

## Транспортне сполучення
Від мосту на непальській стороні Кодарі в районі Сіндхулпалчок автомобільний міст з'єднується з шосе Араніко, названим на честь відомого архітектора Араніко, яке веде до столиці Катманду. З боку Китаю споруда також є кінцевою точкою шосе дружби між Непалом і Китаєм. Це частина національного шосе 318, яке веде через Лхасу, столицю Тибетського автономного району, до Шанхаю.

## Економічне значення
Уряди обох держав створили зону з правовими та адміністративними спрощеннями для в'їзду та обміну товарів для населення, яке проживає там у радіусі 30 кілометрів від мосту. Для цієї групи осіб віза не потрібна. Крім того, мито не сплачується на велику кількість товарів, вироблених у Непалі, особливо на сільськогосподарську та ремісничу продукцію. Через це в околицях мосту розгорнулася жвава господарська діяльність. Тибетські торговці продають вовну, сіль, чай і популярні тибетські ліки.